# 上天神町 (京都市上京区の地名)
上天神町（かみてんじんちょう）は、京都市上京区の町名。

## 歴史
『京都坊目誌』によれば、明治維新前は中天神町と称したとされる。

### 町名の由来
天神北町同様、水火天満宮（水火天神社）の北に位置するため。なお、水火天満宮は堀川通の拡張に伴って1952年（昭和27年）に現在の場所に移転した。

## 町名
現行公称町名は上天神町。郵便番号は602-0082。

### 通り名
『京都市町通り名一覧表』 (1998)には、以下が挙げられている。表記の意味については「京都市内の通り#住所」を参照。
- 堀川通寺之内上る
- 大宮通寺之内上る2丁目東入
- 堀川通寺之内上る2丁目
- 堀川通寺之内上る3丁目
- 堀川通寺之内上る西入3丁目〔ママ〕

### 地理
上京区の元学区の一つである成逸学区の中部に位置し、北は天神北町、新ン町、西は筋違橋町、北仲之町、東は扇町、南は下天神町に接する。

## 人口と世帯数
令和2年国勢調査による2020年10月1日の人口と世帯数は以下のとおり。
| 町名     | 人口 | 世帯数 |
| -------- | ---- | ------ |
| 上天神町 | 91人 | 52世帯 |

## 小・中学校の通学区域
市立小・中学校に通う場合の通学区域は以下のとおり。
| 町名     | 番地 | 小学校                 | 中学校             |
| -------- | ---- | ---------------------- | ------------------ |
| 上天神町 | 全域 | 京都市立西陣中央小学校 | 京都市立烏丸中学校 |

### 道路

#### 南北の通り
- 猪熊通
- 堀川通（京都府道38号京都広河原美山線（鞍馬街道））
- 天神の辻子（堀川通の拡張前に存在した南北の道。旧堀川通）

### 施設
- 興聖寺
- 堀川せせらぎ第四公園

### 交通
- 京都市営バス 9・12・67号系統　天神公園前停留所